# Marie Louise Élisabeth của Orléans
Marie Louise Élisabeth, Mademoiselle d'Orléans (20 tháng 8 năm 1695 – 21 tháng 7 năm 1719), hay còn được gọi là Louise Élisabeth, Công tước phu nhân xứ Berry là Công tước phu nhân xứ Berry thông qua cuộc hôn nhân với Charles của Pháp, Công tước xứ Berry. Marie Louise Élisabeth được biết đến trìu mến với biệt danh "Joufflotte".

## Cuộc đời

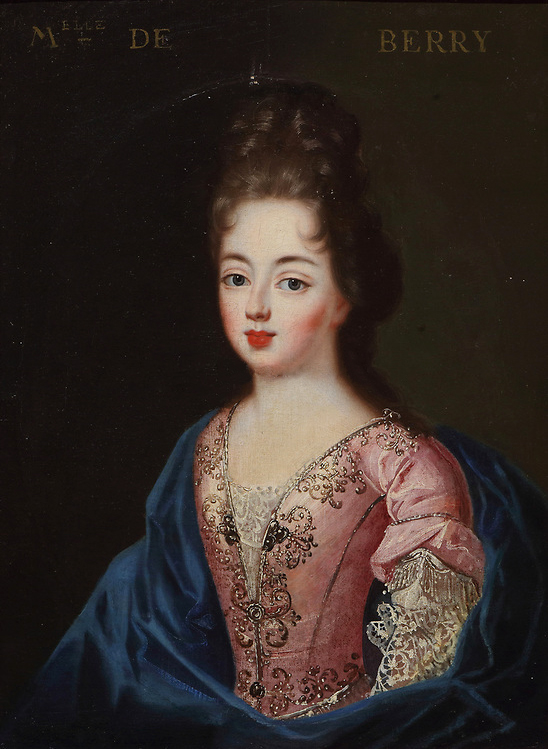
Marie Louise Élisabeth khi còn nhỏ.

Marie Louise Élisabeth sinh ra tại Cung điện Versailles và là người con lớn tuổi nhất còn sống của Philippe II, Công tước xứ Orléans và vợ là Françoise Marie de Bourbon, con gái được hợp pháp hóa của Vua Louis XIV của Pháp. Công nữ được trao danh xưng Mademoiselle d'Orléans khi mới sinh ra và được rửa tội tại Saint-Cloud vào ngày 29 tháng 7 năm 1696.
Được biết đến với tên Louise Élisabeth, công nữ lớn lên tại Palais-Royal, dinh thự của gia tộc Orléans tại Paris. Khi Louise Élisabeth sáu tuổi, công nữ đã hồi phục khỏi một căn bệnh chết người, và Công tước xứ Orléans là người đích thân chăm sóc Louise Élisabeth ngày đêm để giữ mạng sống của con gái mình. Bà nội của Louise Élisabeth là Elisabeth Charlotte xứ Pfalz viết trong hồi ký của mình rằng ngay từ khi còn rất nhỏ, cô đã "...hoàn toàn theo ý mình, nên không có gì ngạc nhiên khi cháu ta giống như một con ngựa bướng bỉnh."
Vào năm 10 tuổi, Louise Élisabeth mắc phải bệnh đậu mùa khi đang ở tại Saint-Cloud, và bà nội của công nữ ghi lại trong hồi ký rằng Mademoiselle d'Orléans được cho là đã qua đời vào hơn sáu giờ trước đó.

### Hôn nhân
Theo như sắp đặt, với sự giúp đỡ của Maria Adelaide, Công tước phu nhân xứ Bourgogne, Louise Élisabeth sẽ kết hôn với Charles, Công tước xứ Berry, con trai út của Đại Trữ quân Louis. Miễn trừ Giáo hoàng đến vào ngày 5 tháng 7 năm 1710, và lễ cưới diễn ra vào ngày 6 tháng 7 năm 1710 tại Cung điện Versailles với giám mục chủ trì là Hồng y de Janson. Nhà vua ra lệnh cho các cháu gái khác thuộc gia tộc Orléans là Mademoiselle de Chartres và Mademoiselle de Valois trở về từ tu viện tại Chelles.
Chức vị dame d'honneur được trao cho Marie Gabrielle de Durfort de Lorges, vợ của Công tước xứ Saint-Simon, trong khi em họ của Louise Élisabeth là Marie Anne de Bourbon trở thành nữ quan, vị trí mà sau đó Marie Anne từ bỏ vì bản tính ngang ngạnh của người chị họ. Marie Anne đã nói rằng:
Ta sẽ bỏ qua một cách nhẹ nhàng về một sự kiện, được ghép vào một số sự kiện khác, đã gây ra một số ồn ào, dù đã được cẩn thận để giữ im lặng. Công tước phu nhân xứ Bourgogne đã dùng bữa tối tại Saint-Cloud vào một buổi tối với Công tước phu nhân xứ Berry và những người khác, còn Madame de Saint-Simon vắng mặt trong bữa tiệc. Công tước phu nhân xứ Berry và Công tước xứ Orléans, đặc biệt là Bà Công tước, đã say đến nỗi Công tước phu nhân xứ Bourgogne, Công tước phu nhân xứ Orléans và những người còn lại không biết phải làm gì. Công tước xứ Berry đã ở đó, và họ đã nói chuyện với ngài ấy tốt nhất có thể, và đoàn người đông đảo được Đại công tước phu nhân giải trí theo khả năng tốt nhất của người. Tác động của rượu theo nhiều cách khác nhau khiến mọi người bối rối, và vì Bà Công tước không thể tỉnh táo, nên cần phải đưa bà trở lại Versailles trong tình trạng say xỉn như vậy. Tất cả những người hầu đang đợi xe ngựa đều thấy tình trạng của Bà Công tước và không giữ kín chuyện này; tuy nhiên, họ đã thành công trong việc che giấu chuyện này với Nhà vua, với Monseigneur, và với Madame de Maintenon.

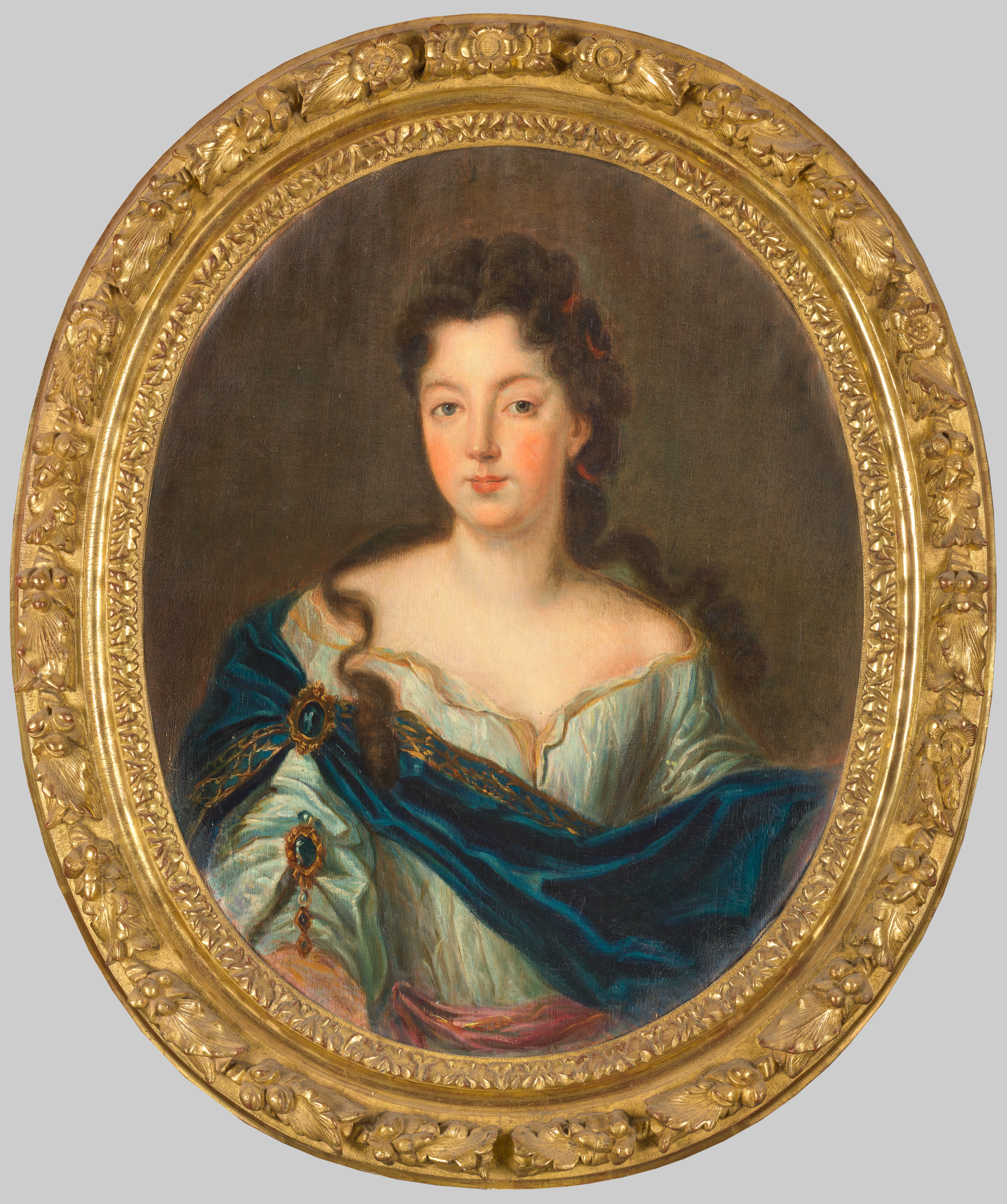
Một bức chân dung thu nhỏ của Công tước phu nhân xứ Berry vào thế kỷ 18, bởi một nghệ sĩ không rõ danh tính

Vào tháng 7 năm 1711, Louise Élisabeth hạ sinh người con đầu lòng là một con gái chết lưu tại Lâu đài Fontainebleau. Cái chết của cô bé bị đổ cho Nhà vua, người đã ra lệnh cho Louise Élisabeth đi cùng triều đình đến Fontainebleau dù các bác sĩ khuyên bà ở lại Versailles hoặc Palais Royal vì thai đã lớn. Nhà vua không chịu nhượng bộ và bắt Louise Élisabeth đi bằng xà lan thay vì xe ngựa. Trong chuyến đi, xà lan đã đâm vào một trụ cầu tại Melun và gần như bị chìm, khiến cho Louise Élisabeth suýt mất mạng. Theo như các bác sĩ, cái chết của đứa bé được gây ra bởi những căng thẳng trong chuyến đi và vụ tai nạn. Tuy nhiên, Louise Élisabeth đã nhanh chóng hồi phục.
Vào ngày 26 tháng 3 năm 1713, Công tước phu nhân xứ Berry hạ sinh một người con trai, được phong làm Công tước xứ Alençon. Sau nhiều cơn co giật, cậu bé qua đời tại Versailles vào ngày 16 tháng 6. Trái tim của cậu bé được đưa đến tu viện Val-de-Grâce tại Paris bởi Giám mục Sens, và thi hài của cậu bé được đưa đến Vương cung thánh đường Saint-Denis. Công tước phu nhân xứ Berry ra lệnh rằng các phó mẫu của con trai bà vẫn sẽ tiếp tục được nhận lương hàng năm.
Vào tháng 11 năm 1713, mọi người biết được rằng Công tước xứ Berry đã lấy một trong những người hầu phòng của Louise Élisabeth làm tình nhân. Đổi lại, Louise Élisabeth lấy một người tình, một "Monsieur La Haye", với tình nhân trước đó là Monsieur de Salvert. Khi mối quan hệ của Louise Élisabeth với La Haye bị phát hiện, Công tước xứ Berry đe dọa rằng sẽ đưa bà đến một tu viện. Saint-Simon thậm chí còn ghi chép lại rằng Công tước xứ Berry đã đá vợ mình ngay trước mặt mọi người vì những hành vi thiếu thận trọng của bà. Trong thời gian yêu La Haye, Louise Élisabeth đã vẽ ra một kế hoạch để hai người cùng chạy trốn đến Hà Lan.

### Thái Công tước phu nhân
Vào ngày 5 tháng 5 năm 1714, Charles, Công tước xứ Berry qua đời vì những vết nội thương trong một tai nạn săn bắn, sau đó Louise Élisabeth trở thành Thái Công tước phu nhân xứ Berry. Vào ngày 16 tháng 6 năm 1714, bảy tuần sau cái chết của chồng, Louise Élisabeth hạ sinh một cô con gái nhưng cô bé đã qua đời vào ngày hôm sau.
Vào tháng 9 năm 1715, Louise Élisabeth được trao tặng Cung điện Luxembourg làm nơi cư trú tại Paris, nơi bà tổ chức những bữa tiệc xa hoa. Việc đóng cửa Vườn Luxembourg với công chúng khiến cho Louise Élisabeth không được lòng người dân Paris.
Vua Louis XIV băng hà vào ngày 1 tháng 9, và Louise Élisabeth trong khi để tang đã hứa rằng sẽ không tham dự bất kỳ buổi biểu diễn nào trong sáu tháng, nhưng bà sớm công khai trở thành một "góa phụ vui vẻ". Vào ngày 23 tháng 9 năm 1715, Louise Élisabeth lập dinh thư của riêng mình tại Cung điện Luxembourg và được cha cung cấp toàn bộ một đội quân lính canh. Mặc dù đang để tang, nhưng Công tước phu nhân xứ Berry vẫn cho phép đánh bạc trong cung điện mới của mình, đặc biệt là trò chơi Lansquenet. Louise Élisabeth thậm chí còn tự giải trí ở nơi công cộng. Dangeau ghi lại trong nhật ký của mình vào thứ Bảy, ngày 4 tháng 1 năm 1716: "Có một buổi khiêu vũ vào buổi tối tại hội trường của Nhà hát Opera, Công tước phu nhân xứ Berry và nhiều công nữ khác đã có mặt ở đó, đeo mặt nạ." Rạng rỡ và xinh đẹp, Louise Élisabeth diễu hành trong một chiếc váy lộng lẫy tại buổi vũ hội hóa trang mà cha bà vừa mới chuẩn bị tại Nhà hát Opera.
Ba tuần sau, Louise Élisabeth tự nhốt mình trong Cung điện Luxembourg, nói rằng mình "bị cảm lạnh". Bà Công tước đã che giấu việc mang thai cho đến khi đến ngày sinh nở, khi bà phải chịu đựng những cơn đau chuyển dạ. Việc giam cầm bí mật được báo cáo trên tờ Gazette de la Régence vào ngày 6 tháng 2 năm 1716: "Người ta nói rằng Công tước phu nhân xứ Berry đã hạ sinh một cô con gái chỉ sống được ba ngày. Hành động này gợi nhớ đến Messalina và Vương hậu Margot". Việc sinh nở bí mật của Louise Élisabeth sớm được công chúng biết đến và làm dấy lên hứng khởi cho các nhà châm biếm. Một bài hát ra đời năm 1716 có tên "Les couches de la Duchesse de Berry" và sau đó là những câu thơ châm biếm từ Tuyển tập Clairambault-Maurepas chế giễu ham muốn vô độ của vị góa phụ trẻ, cùng "vô số" người tình và lần mang thai của bà.
Trong thời kỳ nhiếp chính, Louise Élisabeth được cấp một khoản thu nhập hàng năm là 600.000 livre. Ngoài dinh thự Orléans, bà còn được sử dụng Château de Meudon sau khi trả lại cho Vương miện Château d'Amboise, nơi từng là dinh thự chính thức của Công tước xứ Berry. Vào ngày 21 tháng 5 năm 1717, Bà Công tước được Sa hoàng Nga Pyotr Đại đế đến thăm tại Luxembourg trong chuyến thăm bán chính thức tới Pháp. Vào tháng 3 năm 1718, Louise Élisabeth chăm sóc mẹ là Bà Công tước xứ Orléans đang bị bệnh.
Theo tờ Gazette de la Régence, khi Công tước phu nhân xứ Berry tiếp đón Hoàng đế Nga tại Luxembourg, bà xuất hiện tại buổi tiếp đón trong tình trạng "vững như một tòa tháp" ("puisssante comme une tour"), một câu thành ngữ hiếm gặp ám chỉ rằng bà đang mang một cái thai lớn. Vào tháng 5 năm 1717, Voltaire bị bắt sau khi nói với một cảnh sát rằng con gái của Ngài Nhiếp chính là một gái điếm, đồng thời nói thêm rằng Louise Élisabeth đã nghỉ hưu sáu tháng tại La Muette để sinh con. Nhật ký của Dangeau xác nhận rằng Bà Công tước đã dành phần lớn mùa xuân và mùa hè năm 1717 tại Château de la Muette. Gazette de la Régence đề cập rằng thời gian lưu trú kéo dài của Bà Công tước tại nơi đây và việc bà từ bỏ săn bắn và cưỡi ngựa đã làm nảy sinh những lời đồn đại tục tĩu. Gazette de la Régence nêu rằng vào đầu tháng 7, Bà Công tước, người khi đó vẫn sống ẩn dật tại La Muette, đang "không thoải mái", "trở nên quá lớn" ("puissante") đến mức người ta lo sợ cho tính mạng của bà! Tờ "Gazette" đưa tin vào cuối tháng 7 rằng Madame de Berry đang ở trong tình trạng nguy kịch khi bà cuối cùng cũng đạt được thành quả mới trong mối tình của mình. Giống như năm 1716, lần sinh con bí mật này là một bí mật được công khai và các nhạc sĩ châm biếm đã chế giễu đạo đức lỏng lẻo của công nữ. Một bài hát Giáng sinh châm biếm vào năm 1717, miêu tả toàn bộ triều đình Pháp tôn vinh Chúa Hài Đồng ở Bethlehem do Ngài Nhiếp chính và cô con gái đang mang thai dẫn đầu:
| Grosse à pleine ceinture, La féconde Berry Dit en humble posture Et le cœur bien marri : Seigneur, je n'aurai plus de mœurs aussi gaillardes, Je ne veux que Riom et mon papa, Ou par-ci, par-là mes gardes. | Rất lớn với đứa con Quả Berry chín mọng Nói trong tư thế khiêm nhường Và với một trái tim rất buồn: Lạy Chúa, con sẽ không còn dâm đãng như vậy nữa Con chỉ muốn có Rions, Thỉnh thoảng cha con, Ở đây và đó, những người bảo vệ con. |

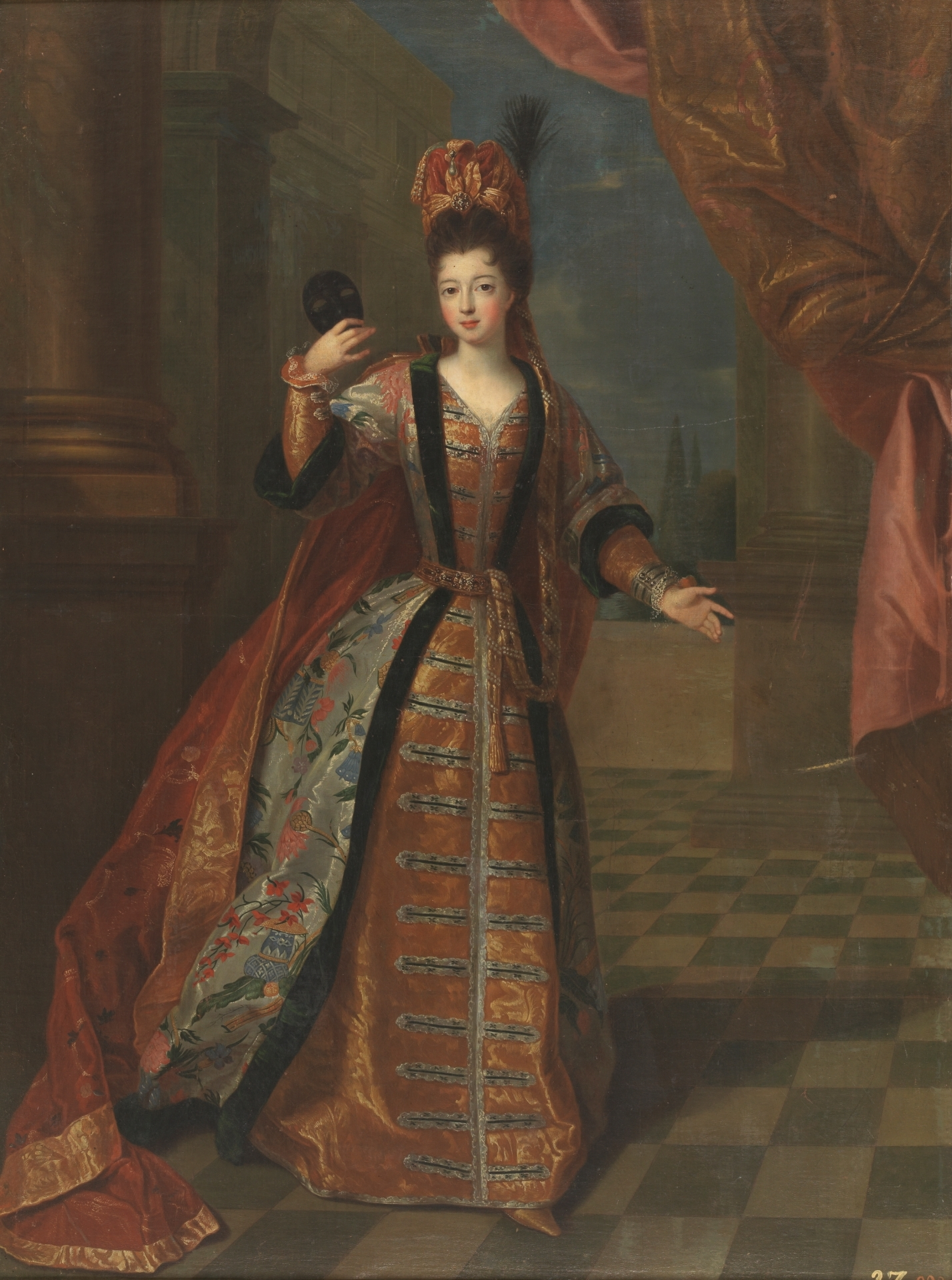
Bức chân dung được cho miêu tả Công tước phu nhân xứ Berry (vẽ bởi Pierre Gobert, 1714)

Vào mùa xuân năm 1718, có vẻ như "Berry phì nhiêu" lại có một đứa con. Tác giả ẩn danh của những lá thư được gửi từ Paris đến Hà Lan, và cũng được thu thập trong Gazette de la Régence, đề cập vào ngày 9 tháng 5 năm 1718 rằng Công tước phu nhân xứ Berry sẽ ở lại La Muette cho đến Ngày lễ các thánh, và đã bị chảy máu trong những ngày qua vì "một tình trạng nhất định" mà bà mắc phải. Công nữ được cho là đã mang thai được 3-4 tháng. Vào thời điểm đó, việc trích máu thường được thực hiện ở nhiều giai đoạn khác nhau của thai kỳ và cả khi sinh nở. Ngay sau đó, Công tước phu nhân xứ Berry bị sảy thai. Louise Élisabeth lại thụ thai vào tháng 7. Lần mang thai này, vốn nhanh chóng trở thành tin đồn công khai, đã trở thành tai họa cho bà.
Voltaire bị đưa đến ngục Bastille vào tháng 5 năm 1717 sau khi nói trước mặt một cảnh sát rằng Công tước phu nhân xứ Berry đang mang thai một đứa con do chính cha mình thụ thai. Trong thời gian bị giam cầm, Voltaire đã hoàn thành vở kịch Oedipus, được công chiếu vào ngày 18 tháng 11 năm 1718 tại Comédie-Française. Ngài Nhiếp chính có mặt tại buổi công chiếu và chúc mừng Voltaire vì thành công của ông. Những lần mang thai bí mật của Công tước phu nhân xứ Berry thường bị đồn đại là do mối quan hệ với chính cha bà là Ngài Nhiếp chính, và những tin đồn này khiến cho vở kịch của Voltaire nổ ra tranh cãi từ rất lâu trước khi chính thức được trình diễn. Trớ trêu thay, Công tước phu nhân xứ Berry cũng có mặt tại buổi ra mắt. Bà bước vào nhà hát theo phong cách hoàng gia, được hộ tống bởi các quý bà trong triều đình và đội cận vệ riêng. Người ta đồn rằng Công nữ trẻ tuổi sắp sinh con lần nữa, và tình trạng mà bà không thể che giấu hoàn toàn đã tạo ra những lời bình luận ác ý của các nhà châm biếm, rằng khán giả sẽ không chỉ nhìn thấy Oedipus (Ngài Nhiếp chính) và Jocaste (Bà Công tước xứ Berry) mà còn cả sự hiện diện của Eteocles. Sự xuất hiện tại buổi ra mắt của vị Công tước phu nhân khét tiếng, khi đó rõ ràng đang mang thai, do đó đã góp phần vào thành công của vở kịch. Vào ngày 11 tháng 2 năm 1719, Công tước xứ Berry tham dự một buổi biểu diễn Oedipus khác do cháu trai bà là Louis XV trình diễn tại Viện bảo tàng Louvre. Mặc một chiếc áo choàng thêu lộng lẫy theo phong cách Pháp, Công nữ ngồi cạnh vị vua nhỏ tuổi. Giống như những lần mang thai trước, Louise Élisabeth đã tăng cân rất nhiều trong thời kỳ thai nghén, và chiếc váy rộng thùng thình không thể che giấu được tình trạng bệnh nặng của bà. Căn phòng rất đông đúc và nóng nực. Công tước phu nhân xứ Berry cảm thấy không khỏe và ngất xỉu đi khi một số ẩn ý trong vở kịch về việc mang thai loạn luân của Jocasta được công chúng nhiệt liệt hoan nghênh. Do đó, Louise Élisabeth phải trả giá cho việc công khai coi thường đạo đức và làm phẫn nộ ý thức về sự đứng đắn bằng cách phô bày việc mang thai con ngoài giá thú. Sự cố này ngay lập tức làm dấy lên sự mừng rỡ của những kẻ gièm pha, những người mong đợi Công tước phu nhân xứ Berry (Jocasta) sẽ chuyển dạ và sinh ra Eteocles ngay giữa buổi biểu diễn. Nhưng một cánh cửa sổ được mở ra và Bà Công tước tỉnh lại sau cơn ngất xỉu, làm giảm bớt hứng thú của công chúng về những vụ bê bối kiểu Oedipus.
Gần đến nhiệm kỳ của mình, Công tước phu nhân xứ Berry vẫn đóng vai trò chính trong "bữa tối nhỏ" của Ngài Nhiếp chính. Vào ngày 2 tháng 4 năm 1719, sau bốn ngày chuyển dạ khủng khiếp, Louise Élisabeth đã hạ sinh một bé gái. Theo Saint-Simon, người cha của đứa bé là trung úy của Louise Élisabeth trong đội cận vệ, Sicaire Antonin Armand Auguste Nicolas d'Aydie, Chevalier de Rion. Công nữ đã gần như mất mạng khi đang sinh con, được giấu trong một căn phòng nhỏ tại cung điện Luxembourg. Linh mục của nhà thờ Saint-Sulpice Paris, Jean-Baptiste Languet de Gergy đã từ chối ban phép xá tội cho Louise Élisabeth hoặc để bất kỳ ai khác ban các bí tích, trừ khi Louise Élisabeth đuổi người tình của mình ra khỏi cung điện. Ngài Nhiếp chính cố gắng trong vô vọng để thuyết phục vị linh mục giận dữ chăm sóc cô con gái đau khổ của mình. Nhưng "kẻ tội đồ lừng lẫy" Louise Élisabeth đã chấm dứt sự trông chừng của Languet bằng cách cuối cùng sinh con. Theo Saint-Simon, Công tước phu nhân xứ Berry đã bí mật kết hôn với Rion vài ngày sau đó với hy vọng làm giảm bớt vụ bê bối công khai do việc ở ẩn và việc nhà thờ từ chối ban các bí tích cho bà. Các biện pháp mà Louise Élisabeth sử dụng để che giấu việc sinh con kết thúc bằng chính cái chết của bà. Dù sức khỏe bị suy yếu nghiêm trọng do phải nằm liệt giường trong đau đớn, Louise Élisabeth vẫn rời Paris đến Château de Meudon, nơi bà tổ chức tiệc chiêu đãi để vinh danh cha mình, người không chấp thuận cuộc hôn nhân của bà với Rion và đã đuổi hắn ta khỏi Paris. Việc chưa hồi phục sau ca sinh khủng khiếp cùng buổi tiệc tối làm cho Louise Élisabeth bị cảm lạnh đã ảnh hưởng nghiêm trọng đến sức khỏe của bà.
Bà Công tước sau đó cư trú tại Château de la Muette và qua đời tại đây vào ngày 21 tháng 7 năm 1719, thọ 23 tuổi. Theo Saint-Simon, khám nghiệm tử thi cho thấy "công nữ tội nghiệp" có trong bụng một thai nhi mới với vài tuần tuổi thai. Vào thứ bảy ngày 22 tháng 7 năm 1719, trái tim của Louise Élisabeth được đưa đến nhà thờ Val-de-Grâce ở Paris, và vào ngày 24 tháng 7 năm 1719, bà được chôn cất tại Vương cung thánh đường Thánh Denis. Việc tổ chức tang lễ của Louise Élisabeth được chính Saint-Simon thực hiện.

### Giây phút cuối cùng và di sản
Về chuyến thăm cháu gái cuối cùng của mình, Madame đã viết:
Ngày 28 tháng 5 năm 1719. Ta đã đến thăm Louise Élisabeth vào Chủ Nhật tuần trước, ngày 23 tháng 5, và thấy cháu ấy trong tình trạng buồn bã, đau đớn ở các ngón chân và lòng bàn chân cho đến khi nước mắt trào ra. Ta bỏ đi vì thấy cháu ngừng khóc vì ta. Ta nghĩ cháu ấy đang ở trong tình trạng tồi tệ. Ba bác sĩ của cháu đã tổ chức một cuộc hội chẩn, kết quả là họ quyết định sẽ trích máu ở bàn chân. Họ đã gặp một số khó khăn trong việc thuyết phục cháu ấy chịu đựng, bởi vì cơn đau ở bàn chân cháu quá lớn đến nỗi cháu ấy hét lên những tiếng chói tai nhất nếu chỉ cần vải trải giường cọ xát vào chúng. Tuy nhiên, việc trích máu đã thành công và cháu ấy đã trở nên nhẹ nhõm phần nào. Đó là bệnh gút ở cả hai bàn chân

Trong suốt cuộc đời của mình, Louise Élisabeth đã trở nên tai tiếng với những vụ bê bối. Một sự trớ trêu trong lịch sử rằng Công tước phu nhân xứ Berry tiếp theo là Caroline Ferdinande cũng được biết đến với những tai tiếng của mình.

## Con cái
Công tước và Công tước phu nhân xứ Berry có ba người con qua đời khi chưa đầy một tháng tuổi:
- Con gái* (21 tháng 7 năm 1711 – 23 tháng 7 năm 1711); Mademoiselle de Berry.
- Charles, Công tước xứ Alençon (26 tháng 3 năm 1713 – 16 tháng 4 năm 1713).[23]
- Marie Louise Élisabeth (16 tháng 6 năm 1714 – 17 tháng 6 năm 1714).

Louise Élisabeth được biết đến là đã có một số người tình khi Công tước phu nhân xứ Berry còn sống, vì vậy người cha thực sự của ba người con đầu tiên vẫn còn là chủ đề gây tranh cãi. Sau khi trở thành góa phụ, Bà Công tước đã bí mật sinh ra ba đứa con không rõ cha mẹ:
- Con gái* (27/28 tháng 1 năm 1716); có cha không rõ danh tính, chỉ sống trong 3 ngày.
- Con gái* (tháng 7 năm 1717); Bà Công tước đã nghỉ hưu tại Château de la Muette để che giấu thời gian mang thai của mình. Người cha được cho là Sicaire Antonin Armand Auguste Nicolas d'Aydie, Chevalier de Rion, đã trở thành người tình của Bà Công tước vào khoảng năm 1716 hoặc 1717. Trong phần bổ sung vào nhật ký của Dangeau vào ngày 21 tháng 7 năm 1719, Saint-Simon[24] đề cập rằng Bà Công tước đã cố gắng che giấu người con đầu tiên của Rion là một bé gái. Louise Élisabeth đã không may mắn trong lần thứ hai khi đã gần như tử vong trong quá trình chuyển dạ tại Luxembourg và gây ra một vụ bê bối công khai. Điều này đã được Saint-Simon nhấn mạnh, người sau đó đã viết một mô tả ngắn về lần sinh con năm 1719 của Louise Élisabeth, đã trở thành sự kiện nổi tiếng nhất trong tiểu sử tai tiếng của bà. Theo Duclos, đứa trẻ này về sau đã trở thành một nữ tu tại Tu viện Pontoise.[25]
- Con gái chết lưu* (2 tháng 4 năm 1719); cha của đứa bé có lẽ cũng là Chevalier de Rion.

## Tổ tiên
| \| \| \| \| \| \| \| \| \| \| \| \| \| \| \| \| \| \| \| \| 16. Henri IV của Pháp (=24) \| \| \| \| \| \| \| \| \| \| \| \| \| \| \| \| \| \| \| \| \| \| \| \| \| \| \| \| \| \| \| \| \| \| \| \| \| \| \| \| \| \| \| \| \| \| \| \| \| \| \| \| \| \| 8. Louis XIII của Pháp (=12) \| \| \| \| \| \| \| \| \| \| \| \| \| \| \| \| \| \| \| \| \| \| \| \| \| \| \| \| \| \| \| \| \| \| \| \| \| \| \| \| \| \| \| \| \| \| \| \| \| \| \| \| \| \| 17. Maria de' Medici (=25) \| \| \| \| \| \| \| \| \| \| \| \| \| \| \| \| \| \| \| \| \| \| \| \| \| \| \| \| \| \| \| \| \| \| \| \| \| \| \| \| \| \| \| \| \| \| \| \| \| \| \| \| \| \| 4. Philippe I xứ Orléans \| \| \| \| \| \| \| \| \| \| \| \| \| \| \| \| \| \| \| \| \| \| \| \| \| \| \| \| \| \| \| \| \| \| \| \| \| \| \| \| \| \| \| \| \| \| \| \| \| \| \| \| \| \| 18. Felipe III của Tây Ban Nha (=26) \| \| \| \| \| \| \| \| \| \| \| \| \| \| \| \| \| \| \| \| \| \| \| \| \| \| \| \| \| \| \| \| \| \| \| \| \| \| \| \| \| \| \| \| \| \| \| \| \| \| \| \| \| \| 9. Ana của Tây Ban Nha (=13) \| \| \| \| \| \| \| \| \| \| \| \| \| \| \| \| \| \| \| \| \| \| \| \| \| \| \| \| \| \| \| \| \| \| \| \| \| \| \| \| \| \| \| \| \| \| \| \| \| \| \| \| \| \| 19. Margarete của Áo (=27) \| \| \| \| \| \| \| \| \| \| \| \| \| \| \| \| \| \| \| \| \| \| \| \| \| \| \| \| \| \| \| \| \| \| \| \| \| \| \| \| \| \| \| \| \| \| \| \| \| \| \| \| \| \| 2. Philippe II xứ Orléans \| \| \| \| \| \| \| \| \| \| \| \| \| \| \| \| \| \| \| \| \| \| \| \| \| \| \| \| \| \| \| \| \| \| \| \| \| \| \| \| \| \| \| \| \| \| \| \| \| \| \| \| \| \| 20. Friedrich V xứ Pfalz \| \| \| \| \| \| \| \| \| \| \| \| \| \| \| \| \| \| \| \| \| \| \| \| \| \| \| \| \| \| \| \| \| \| \| \| \| \| \| \| \| \| \| \| \| \| \| \| \| \| \| \| \| \| 10. Karl I Ludwig xứ Pfalz \| \| \| \| \| \| \| \| \| \| \| \| \| \| \| \| \| \| \| \| \| \| \| \| \| \| \| \| \| \| \| \| \| \| \| \| \| \| \| \| \| \| \| \| \| \| \| \| \| \| \| \| \| \| 21. Elizabeth của Anh \| \| \| \| \| \| \| \| \| \| \| \| \| \| \| \| \| \| \| \| \| \| \| \| \| \| \| \| \| \| \| \| \| \| \| \| \| \| \| \| \| \| \| \| \| \| \| \| \| \| \| \| \| \| 5. Elisabeth Charlotte xứ Pfalz \| \| \| \| \| \| \| \| \| \| \| \| \| \| \| \| \| \| \| \| \| \| \| \| \| \| \| \| \| \| \| \| \| \| \| \| \| \| \| \| \| \| \| \| \| \| \| \| \| \| \| \| \| \| 22. Wilhelm V xứ Hessen-Kassel \| \| \| \| \| \| \| \| \| \| \| \| \| \| \| \| \| \| \| \| \| \| \| \| \| \| \| \| \| \| \| \| \| \| \| \| \| \| \| \| \| \| \| \| \| \| \| \| \| \| \| \| \| \| 11. Charlotte xứ Hessen-Kassel \| \| \| \| \| \| \| \| \| \| \| \| \| \| \| \| \| \| \| \| \| \| \| \| \| \| \| \| \| \| \| \| \| \| \| \| \| \| \| \| \| \| \| \| \| \| \| \| \| \| \| \| \| \| 23. Amalie Elisabeth xứ Hanau-Münzenberg \| \| \| \| \| \| \| \| \| \| \| \| \| \| \| \| \| \| \| \| \| \| \| \| \| \| \| \| \| \| \| \| \| \| \| \| \| \| \| \| \| \| \| \| \| \| \| \| \| \| \| \| \| \| 1. Marie Louise Élisabeth của Orléans \| \| \| \| \| \| \| \| \| \| \| \| \| \| \| \| \| \| \| \| \| \| \| \| \| \| \| \| \| \| \| \| \| \| \| \| \| \| \| \| \| \| \| \| \| \| \| \| \| \| \| \| \| \| 24. Henri IV của Pháp (=16) \| \| \| \| \| \| \| \| \| \| \| \| \| \| \| \| \| \| \| \| \| \| \| \| \| \| \| \| \| \| \| \| \| \| \| \| \| \| \| \| \| \| \| \| \| \| \| \| \| \| \| \| \| \| 12. Louis XIII của Pháp (= 8) \| \| \| \| \| \| \| \| \| \| \| \| \| \| \| \| \| \| \| \| \| \| \| \| \| \| \| \| \| \| \| \| \| \| \| \| \| \| \| \| \| \| \| \| \| \| \| \| \| \| \| \| \| \| 25. Maria de' Medici (=17) \| \| \| \| \| \| \| \| \| \| \| \| \| \| \| \| \| \| \| \| \| \| \| \| \| \| \| \| \| \| \| \| \| \| \| \| \| \| \| \| \| \| \| \| \| \| \| \| \| \| \| \| \| \| 6. Louis XIV của Pháp \| \| \| \| \| \| \| \| \| \| \| \| \| \| \| \| \| \| \| \| \| \| \| \| \| \| \| \| \| \| \| \| \| \| \| \| \| \| \| \| \| \| \| \| \| \| \| \| \| \| \| \| \| \| 26. Felipe III của Tây Ban Nha (=18) \| \| \| \| \| \| \| \| \| \| \| \| \| \| \| \| \| \| \| \| \| \| \| \| \| \| \| \| \| \| \| \| \| \| \| \| \| \| \| \| \| \| \| \| \| \| \| \| \| \| \| \| \| \| 13. Ana của Tây Ban Nha (= 9) \| \| \| \| \| \| \| \| \| \| \| \| \| \| \| \| \| \| \| \| \| \| \| \| \| \| \| \| \| \| \| \| \| \| \| \| \| \| \| \| \| \| \| \| \| \| \| \| \| \| \| \| \| \| 27. Margarete của Áo (=19) \| \| \| \| \| \| \| \| \| \| \| \| \| \| \| \| \| \| \| \| \| \| \| \| \| \| \| \| \| \| \| \| \| \| \| \| \| \| \| \| \| \| \| \| \| \| \| \| \| \| \| \| \| \| 3. Françoise Marie de Bourbon \| \| \| \| \| \| \| \| \| \| \| \| \| \| \| \| \| \| \| \| \| \| \| \| \| \| \| \| \| \| \| \| \| \| \| \| \| \| \| \| \| \| \| \| \| \| \| \| \| \| \| \| \| \| 28. Gaspard de Rochechouart de Mortemart \| \| \| \| \| \| \| \| \| \| \| \| \| \| \| \| \| \| \| \| \| \| \| \| \| \| \| \| \| \| \| \| \| \| \| \| \| \| \| \| \| \| \| \| \| \| \| \| \| \| \| \| \| \| 14. Gabriel de Rochechouart de Mortemart \| \| \| \| \| \| \| \| \| \| \| \| \| \| \| \| \| \| \| \| \| \| \| \| \| \| \| \| \| \| \| \| \| \| \| \| \| \| \| \| \| \| \| \| \| \| \| \| \| \| \| \| \| \| 29. Louise de Maure \| \| \| \| \| \| \| \| \| \| \| \| \| \| \| \| \| \| \| \| \| \| \| \| \| \| \| \| \| \| \| \| \| \| \| \| \| \| \| \| \| \| \| \| \| \| \| \| \| \| \| \| \| \| 7. Françoise-Athénaïs de Rochechouart de Mortemart \| \| \| \| \| \| \| \| \| \| \| \| \| \| \| \| \| \| \| \| \| \| \| \| \| \| \| \| \| \| \| \| \| \| \| \| \| \| \| \| \| \| \| \| \| \| \| \| \| \| \| \| \| \| 30. Jean de Grandseigne \| \| \| \| \| \| \| \| \| \| \| \| \| \| \| \| \| \| \| \| \| \| \| \| \| \| \| \| \| \| \| \| \| \| \| \| \| \| \| \| \| \| \| \| \| \| \| \| \| \| \| \| \| \| 15. Diane de Grandseigne \| \| \| \| \| \| \| \| \| \| \| \| \| \| \| \| \| \| \| \| \| \| \| \| \| \| \| \| \| \| \| \| \| \| \| \| \| \| \| \| \| \| \| \| \| \| \| \| \| \| \| \| \| \| 31. Catherine de la Béraudière \| \| \| \| \| \| \| \| \| \| \| \| \| \| \| \| \| \| \| \| \| \| \| \| \| \| \| \| \| \| \| \| \| \| \| \| \| \| \| \| \| \| \| \| \| \| \| \| \| \| \| \| |                                                    |  |  |  |  |  |  |  |  |  |  |  |  |  |  |  |
| |                                                    |  |  |  |  |  |  |  |  |  |  |  |  |  |  |  |
| | 16. Henri IV của Pháp (=24)                        |  |  |  |  |  |  |  |  |  |  |  |  |  |  |  |
| |                                                    |  |  |  |  |  |  |  |  |  |  |  |  |  |  |  |
| |                                                    |  |  |  |  |  |  |  |  |  |  |  |  |  |  |  |
| | 8. Louis XIII của Pháp (=12)                       |  |  |  |  |  |  |  |  |  |  |  |  |  |  |  |
| |                                                    |  |  |  |  |  |  |  |  |  |  |  |  |  |  |  |
| |                                                    |  |  |  |  |  |  |  |  |  |  |  |  |  |  |  |
| | 17. Maria de' Medici (=25)                         |  |  |  |  |  |  |  |  |  |  |  |  |  |  |  |
| |                                                    |  |  |  |  |  |  |  |  |  |  |  |  |  |  |  |
| |                                                    |  |  |  |  |  |  |  |  |  |  |  |  |  |  |  |
| | 4. Philippe I xứ Orléans                           |  |  |  |  |  |  |  |  |  |  |  |  |  |  |  |
| |                                                    |  |  |  |  |  |  |  |  |  |  |  |  |  |  |  |
| |                                                    |  |  |  |  |  |  |  |  |  |  |  |  |  |  |  |
| | 18. Felipe III của Tây Ban Nha (=26)               |  |  |  |  |  |  |  |  |  |  |  |  |  |  |  |
| |                                                    |  |  |  |  |  |  |  |  |  |  |  |  |  |  |  |
| |                                                    |  |  |  |  |  |  |  |  |  |  |  |  |  |  |  |
| | 9. Ana của Tây Ban Nha (=13)                       |  |  |  |  |  |  |  |  |  |  |  |  |  |  |  |
| |                                                    |  |  |  |  |  |  |  |  |  |  |  |  |  |  |  |
| |                                                    |  |  |  |  |  |  |  |  |  |  |  |  |  |  |  |
| | 19. Margarete của Áo (=27)                         |  |  |  |  |  |  |  |  |  |  |  |  |  |  |  |
| |                                                    |  |  |  |  |  |  |  |  |  |  |  |  |  |  |  |
| |                                                    |  |  |  |  |  |  |  |  |  |  |  |  |  |  |  |
| | 2. Philippe II xứ Orléans                          |  |  |  |  |  |  |  |  |  |  |  |  |  |  |  |
| |                                                    |  |  |  |  |  |  |  |  |  |  |  |  |  |  |  |
| |                                                    |  |  |  |  |  |  |  |  |  |  |  |  |  |  |  |
| | 20. Friedrich V xứ Pfalz                           |  |  |  |  |  |  |  |  |  |  |  |  |  |  |  |
| |                                                    |  |  |  |  |  |  |  |  |  |  |  |  |  |  |  |
| |                                                    |  |  |  |  |  |  |  |  |  |  |  |  |  |  |  |
| | 10. Karl I Ludwig xứ Pfalz                         |  |  |  |  |  |  |  |  |  |  |  |  |  |  |  |
| |                                                    |  |  |  |  |  |  |  |  |  |  |  |  |  |  |  |
| |                                                    |  |  |  |  |  |  |  |  |  |  |  |  |  |  |  |
| | 21. Elizabeth của Anh                              |  |  |  |  |  |  |  |  |  |  |  |  |  |  |  |
| |                                                    |  |  |  |  |  |  |  |  |  |  |  |  |  |  |  |
| |                                                    |  |  |  |  |  |  |  |  |  |  |  |  |  |  |  |
| | 5. Elisabeth Charlotte xứ Pfalz                    |  |  |  |  |  |  |  |  |  |  |  |  |  |  |  |
| |                                                    |  |  |  |  |  |  |  |  |  |  |  |  |  |  |  |
| |                                                    |  |  |  |  |  |  |  |  |  |  |  |  |  |  |  |
| | 22. Wilhelm V xứ Hessen-Kassel                     |  |  |  |  |  |  |  |  |  |  |  |  |  |  |  |
| |                                                    |  |  |  |  |  |  |  |  |  |  |  |  |  |  |  |
| |                                                    |  |  |  |  |  |  |  |  |  |  |  |  |  |  |  |
| | 11. Charlotte xứ Hessen-Kassel                     |  |  |  |  |  |  |  |  |  |  |  |  |  |  |  |
| |                                                    |  |  |  |  |  |  |  |  |  |  |  |  |  |  |  |
| |                                                    |  |  |  |  |  |  |  |  |  |  |  |  |  |  |  |
| | 23. Amalie Elisabeth xứ Hanau-Münzenberg           |  |  |  |  |  |  |  |  |  |  |  |  |  |  |  |
| |                                                    |  |  |  |  |  |  |  |  |  |  |  |  |  |  |  |
| |                                                    |  |  |  |  |  |  |  |  |  |  |  |  |  |  |  |
| | 1. Marie Louise Élisabeth của Orléans              |  |  |  |  |  |  |  |  |  |  |  |  |  |  |  |
| |                                                    |  |  |  |  |  |  |  |  |  |  |  |  |  |  |  |
| |                                                    |  |  |  |  |  |  |  |  |  |  |  |  |  |  |  |
| | 24. Henri IV của Pháp (=16)                        |  |  |  |  |  |  |  |  |  |  |  |  |  |  |  |
| |                                                    |  |  |  |  |  |  |  |  |  |  |  |  |  |  |  |
| |                                                    |  |  |  |  |  |  |  |  |  |  |  |  |  |  |  |
| | 12. Louis XIII của Pháp (= 8)                      |  |  |  |  |  |  |  |  |  |  |  |  |  |  |  |
| |                                                    |  |  |  |  |  |  |  |  |  |  |  |  |  |  |  |
| |                                                    |  |  |  |  |  |  |  |  |  |  |  |  |  |  |  |
| | 25. Maria de' Medici (=17)                         |  |  |  |  |  |  |  |  |  |  |  |  |  |  |  |
| |                                                    |  |  |  |  |  |  |  |  |  |  |  |  |  |  |  |
| |                                                    |  |  |  |  |  |  |  |  |  |  |  |  |  |  |  |
| | 6. Louis XIV của Pháp                              |  |  |  |  |  |  |  |  |  |  |  |  |  |  |  |
| |                                                    |  |  |  |  |  |  |  |  |  |  |  |  |  |  |  |
| |                                                    |  |  |  |  |  |  |  |  |  |  |  |  |  |  |  |
| | 26. Felipe III của Tây Ban Nha (=18)               |  |  |  |  |  |  |  |  |  |  |  |  |  |  |  |
| |                                                    |  |  |  |  |  |  |  |  |  |  |  |  |  |  |  |
| |                                                    |  |  |  |  |  |  |  |  |  |  |  |  |  |  |  |
| | 13. Ana của Tây Ban Nha (= 9)                      |  |  |  |  |  |  |  |  |  |  |  |  |  |  |  |
| |                                                    |  |  |  |  |  |  |  |  |  |  |  |  |  |  |  |
| |                                                    |  |  |  |  |  |  |  |  |  |  |  |  |  |  |  |
| | 27. Margarete của Áo (=19)                         |  |  |  |  |  |  |  |  |  |  |  |  |  |  |  |
| |                                                    |  |  |  |  |  |  |  |  |  |  |  |  |  |  |  |
| |                                                    |  |  |  |  |  |  |  |  |  |  |  |  |  |  |  |
| | 3. Françoise Marie de Bourbon                      |  |  |  |  |  |  |  |  |  |  |  |  |  |  |  |
| |                                                    |  |  |  |  |  |  |  |  |  |  |  |  |  |  |  |
| |                                                    |  |  |  |  |  |  |  |  |  |  |  |  |  |  |  |
| | 28. Gaspard de Rochechouart de Mortemart           |  |  |  |  |  |  |  |  |  |  |  |  |  |  |  |
| |                                                    |  |  |  |  |  |  |  |  |  |  |  |  |  |  |  |
| |                                                    |  |  |  |  |  |  |  |  |  |  |  |  |  |  |  |
| | 14. Gabriel de Rochechouart de Mortemart           |  |  |  |  |  |  |  |  |  |  |  |  |  |  |  |
| |                                                    |  |  |  |  |  |  |  |  |  |  |  |  |  |  |  |
| |                                                    |  |  |  |  |  |  |  |  |  |  |  |  |  |  |  |
| | 29. Louise de Maure                                |  |  |  |  |  |  |  |  |  |  |  |  |  |  |  |
| |                                                    |  |  |  |  |  |  |  |  |  |  |  |  |  |  |  |
| |                                                    |  |  |  |  |  |  |  |  |  |  |  |  |  |  |  |
| | 7. Françoise-Athénaïs de Rochechouart de Mortemart |  |  |  |  |  |  |  |  |  |  |  |  |  |  |  |
| |                                                    |  |  |  |  |  |  |  |  |  |  |  |  |  |  |  |
| |                                                    |  |  |  |  |  |  |  |  |  |  |  |  |  |  |  |
| | 30. Jean de Grandseigne                            |  |  |  |  |  |  |  |  |  |  |  |  |  |  |  |
| |                                                    |  |  |  |  |  |  |  |  |  |  |  |  |  |  |  |
| |                                                    |  |  |  |  |  |  |  |  |  |  |  |  |  |  |  |
| | 15. Diane de Grandseigne                           |  |  |  |  |  |  |  |  |  |  |  |  |  |  |  |
| |                                                    |  |  |  |  |  |  |  |  |  |  |  |  |  |  |  |
| |                                                    |  |  |  |  |  |  |  |  |  |  |  |  |  |  |  |
| | 31. Catherine de la Béraudière                     |  |  |  |  |  |  |  |  |  |  |  |  |  |  |  |
| |                                                    |  |  |  |  |  |  |  |  |  |  |  |  |  |  |  |
| |                                                    |  |  |  |  |  |  |  |  |  |  |  |  |  |  |  |